# Chamsa (Amīr Chusrau Dihlavī)

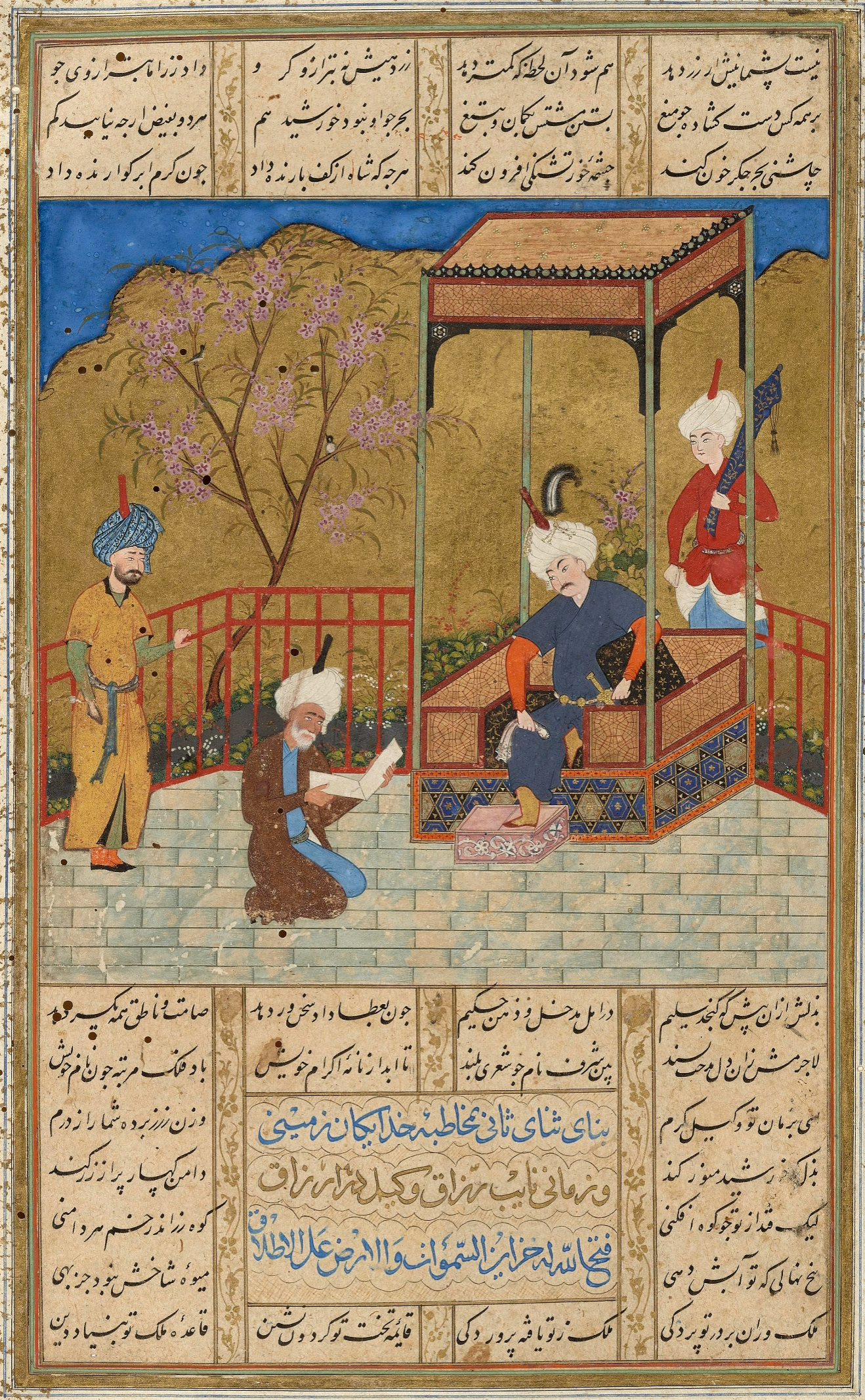
Amīr Chusrau übergibt sein Werk an ʿAlā ad-Dīn Chaldschī. Herat, ca. 1525.

Die Chamsa (persisch خمسه, DMG Ḫamsa, ‚fünf‘) des indischen Dichters Amīr Chusrau Dihlavī ist ein Sammelwerk aus fünf Masnawīs in persischer Sprache, die zwischen 1298 und 1301 in Delhi entstanden sind. Mit diesen fünf poetischen Werken präsentierte er eine eigene Version der berühmten Chamsa, die der persische Dichter Nizāmī rund einhundert Jahre zuvor verfasst hatte. Nizāmīs Chamsa galt als maßgebendes Vorbild für die Masnawī-Dichtung, und Amīr Chusrau war der erste in einer Reihe von Poeten, die versuchten, sich mit dem persischen Meister zu messen. Dabei ging es auch darum, seiner Chamsa, soweit möglich, eine indische Prägung zu verleihen. Er hat sich dazu von der literarischen und volkstümlichen Tradition Indiens inspirieren lassen.
Das erste der fünf Bücher trägt den Titel Maṭlaʿ al-anvār (Der Aufgang der Lichter); dabei handelt es sich um ein ethisch-religiöses Werk. Das zweite Masnawī, Schīrīn und Chusrau, erzählt von der Liebe zwischen der armenischen Prinzessin Schīrīn und dem persischen Herrscher Chusrau. Der Stoff wurde bereits von Firdausi im Schāhnāma verwendet. Das dritte Masnawī, Maǧnūn (va) Laylī, beschreibt die unglückliche Liebe zwischen Madschnūn und Laylī, die zwei arabischen Beduinenstämmen angehören. Im Āʾīna-yi Sikandarī (Der Spiegel Alexanders) nimmt der Dichter die Alexandergeschichte auf und entwickelt sie zum Fürstenspiegel weiter. Im fünften und letzten Werk, Hašt bihišt (Acht Paradiese), geht es um den Sasanidenherrscher Bahram V. und seine sieben Prinzessinnen. Alle fünf Bücher sind Sultan ʿAlā ad-Dīn Chaldschī gewidmet, enthalten aber auch ein Lobgedicht auf Amīr Chusraus Scheich Nizām ad-Dīn Auliyāʾ.
Dichter wie Dschāmi und Mir ʿAli Schir Nawāʾi hielten Amīr Chusraus Chamsa für die beste von allen Nachahmungen, die jedoch als Ganzes betrachtet hinter dem Original zurückbleibe. Gleichwohl erfreute sich seine Version großer Beliebtheit und wurde von späteren Dichtern oft nachgeahmt. Es war außerdem, nach der Chamsa von Nizāmī und dem Schāhnāme, eines der am häufigsten illustrierten literarischen Werke in persischer Sprache.
Außerhalb des persischsprachigen Raums ist Amīr Chusrau, anders als Nizāmī, weitgehend unbekannt geblieben. Eine Ausnahme bildet eine Geschichte seines Hašt bihišt, die in einer stark veränderten volkstümlichen Prosafassung nach Europa gelangte und im Jahre 1557 in italienischer Übersetzung in Venedig veröffentlicht wurde. Dies war einer der ersten Texte der persischen Literatur, die in Europa gelesen wurden. Etwa 200 Jahre später inspirierte die darin enthaltene Geschichte von den drei Brüdern aus Sarandib den britischen Autor Horace Walpole zur Erfindung des Begriffs Serendipity.

## Das System von Vorbild und Nachahmung

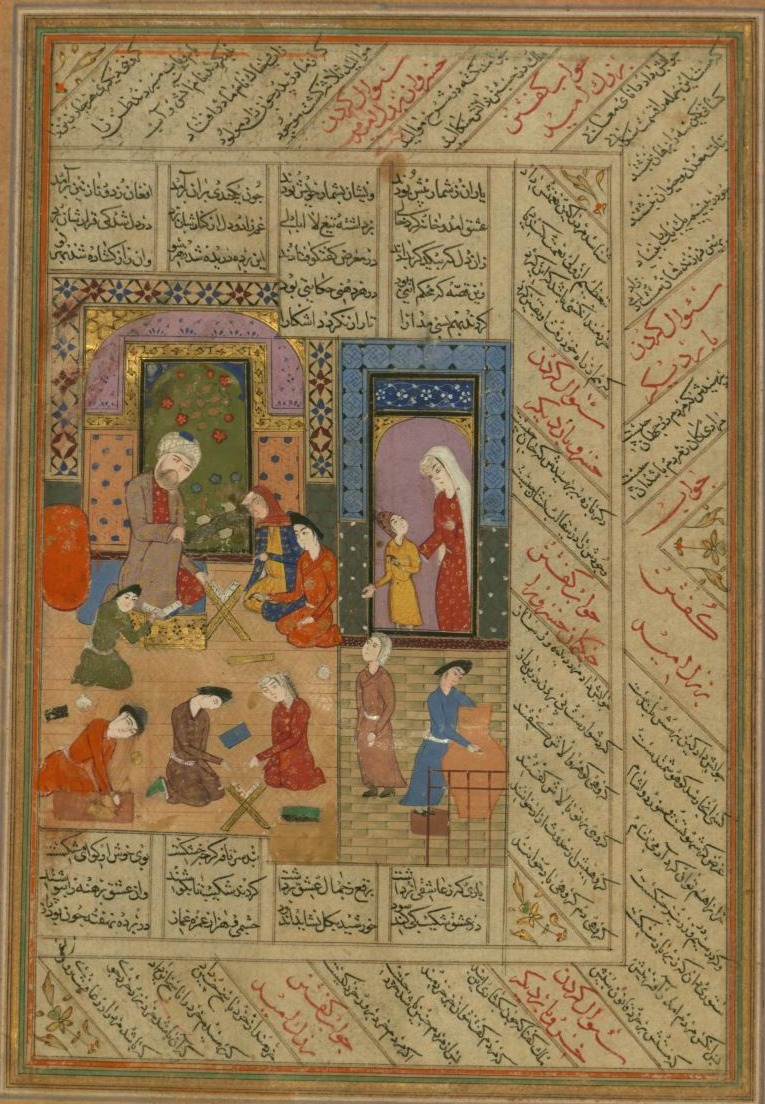
Laylī und Madschnūn in der Schule. In den beiden äußeren Spalten steht der diagonal geschriebene Text von Amīr Chusrau, in den vier inneren Spalten der von Nizāmī. Iran, etwa 16. Jh.

Die Entstehung von Amīr Chusraus Chamsa lässt sich nur im größeren Kontext der persischen Dichtung verstehen. Eine ihrer Besonderheiten ist nach J.T.P. de Bruijn „die ständige Spannung zwischen Imitation und Innovation.“ Junge Poeten übten sich zunächst an den hochgeschätzten Werken der alten Meister, indem sie ihren Stil kopierten und vertraute Themen bearbeiteten. Zugleich mussten die Dichter versuchen, das Publikum durch eine frische Herangehensweise und originelle Variationen für sich zu gewinnen. In Bezug auf das Masnawī war die Chamsa von Nizāmī das vielgerühmte Modell, das den Maßstab für vollendete Dichtkunst setzte. Das Werk gilt als einer der wertvollsten Beiträge zur persischen Dichtung und genießt bis heute einen außerordentlichen Ruhm. Generationen von Dichtern, angefangen mit Amīr Chusrau, versuchten, sich an dieser Vorlage zu messen, verstanden ihre eigene Version aber oft nicht nur als Nachahmung, sondern auch als – zuweilen kritische – Antwort. Das Konzept von taqlīd (Nachahmung), naẓīra (Ebenbild) oder ǧavāb (Antwort) nahm eine wichtige Rolle in der Produktion neuer Dichtung ein.
Eine „Nachahmung“ weist verschiedene typische Merkmale auf. Dazu gehört zunächst die Ähnlichkeit des Titels. Amīr Chusraus Maṭlaʾ al-anvār (Aufgang der Lichter) nimmt Silbenzahl und Reim von Nizāmīs Titel Maḫzan al-asrār (Schatzkammer der Geheimnisse) auf. Spätere Chamsa-Dichter titelten entsprechend Raużat al-anvār (Garten der Lichter) oder Subḥat al-abrār (Rosenkranz der Frommen). Die Wahl des Metrums gilt als das sicherste Kennzeichen, dass ein Dichter sein poetisches Werk in die Tradition des einen oder anderen Gedichts stellt. So hält es auch Amīr Chusrau. Alle fünf Bücher seines Quintetts sind in demselben Metrum verfasst wie ihr jeweiliges Äquivalent von Nizāmī. Im Allgemeinen gibt es eine unverkennbare Ähnlichkeit zwischen Vorbild und Replik in Bezug auf die handelnden Personen, den Schauplatz und den Ablauf der Geschichte. Hierbei sind jedoch Modifikationen aller Art möglich: Episoden werden vertauscht, ersetzt, ausgelassen, Personen und Orte werden teilweise oder auch völlig verändert. Letztlich stellt der Dichter aber durch die Wahl bestimmter Begriffe, Metaphern oder anderer Merkmale sicher, dass der Leser erkennt, auf welche Vorlage er sich bezieht.

## Die Chamsa von Amīr Chusrau als Nachahmung von NizāmīsPanǧ ganǧ

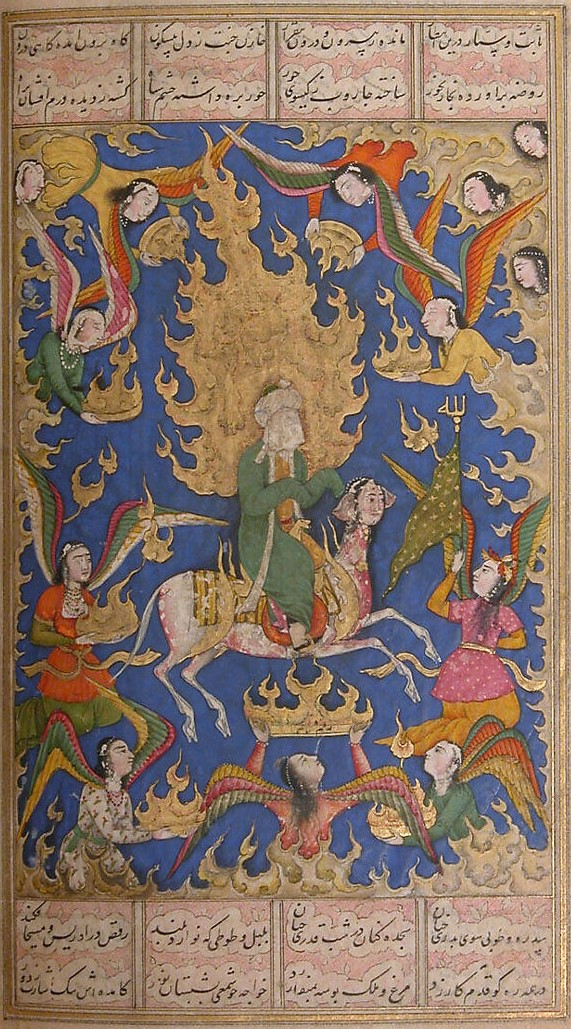
Himmelfahrt des Propheten Muhammad. Indien, ca. 1660–1670.

Die Chamsa von Amīr Chusrau umfasst mit 18.000 Doppelversen nur etwa 62 % seines Vorbilds, das aus rund 29.000 Distichen besteht. Damit ist sein Werk zwar deutlich kürzer als das Nizāmīs, er benötigte für die Abfassung allerdings auch nur vier Jahre, während Nizāmī ungefähr dreißig Jahre lang immer wieder an seinen fünf Büchern gearbeitet hat.
In der äußeren Struktur der fünf Masnawīs folgt Amīr Chusrau recht genau den Vorgaben des persischen Meisters. Das zeigt sich besonders im Prolog. Nizāmī hatte den verschiedenen Elementen, die zum Teil bereits von früheren Dichtern verwendet worden waren, eine feste Position zugewiesen. Sein Muster entwickelte sich zum Standard für das Vorwort von Masnawis ganz allgemein. An erster Stelle stehen dabei die Anrufung und das Lobpreis Gottes (ḥamd) und des Propheten (naʿt), wobei letzteres als obligatorischen Bestandteil eine Beschreibung der Himmelfahrt Mohammeds enthält. Danach folgt bei Nizāmī eine Eloge auf den eigenen Mäzen. Amīr Chusrau rühmt an dieser Stelle zunächst seinen Scheich Nizām ad-Dīn Auliyāʾ, erst danach Sultan ʿAlā ad-Dīn Chaldschī. Dann fährt er, der Vorlage von Nizāmī folgend, mit einer Reflexion über sein Werk fort. Jedes der fünf Masnawīs wird auf diese Weise eingeleitet. Nur im Matlaʾ al-anvār, schildert er abschließend, wie er nach spiritueller Einkehr (Chalwa) zur Inspiration gelangt ist.
Inhaltlich unterscheiden sich die beiden Chamsas erheblich. Während Nizāmī für die Schönheit seiner Sprache, die Eleganz seines Ausdrucks und die psychologische Tiefe seiner Figuren bekannt ist, liegen Amīr Chusraus Stärken in seiner flotten Erzählweise, seinem heiteren Ton und witzigen Wortspielen, zum Beispiel mit persischen Wörtern, die Hindi-Homonyme haben. Vor allem im Hašt bihišt greift der Dichter bevorzugt auf seinen indischen Hintergrund zurück. Einige seiner Erzählungen haben zwar äußerlich Ähnlichkeiten mit ihren Vorbildern, aber Amīr Chusrau entwirft die Charaktere der einzelnen Personen anders und er stellt andere Fragen als Nizāmī. Beiden Chamsas gemeinsam ist, dass die Dichter im gesamten Werk Hinweise auf Familienmitglieder eingestreut haben.

## Amīr Chusraus Selbsteinschätzung

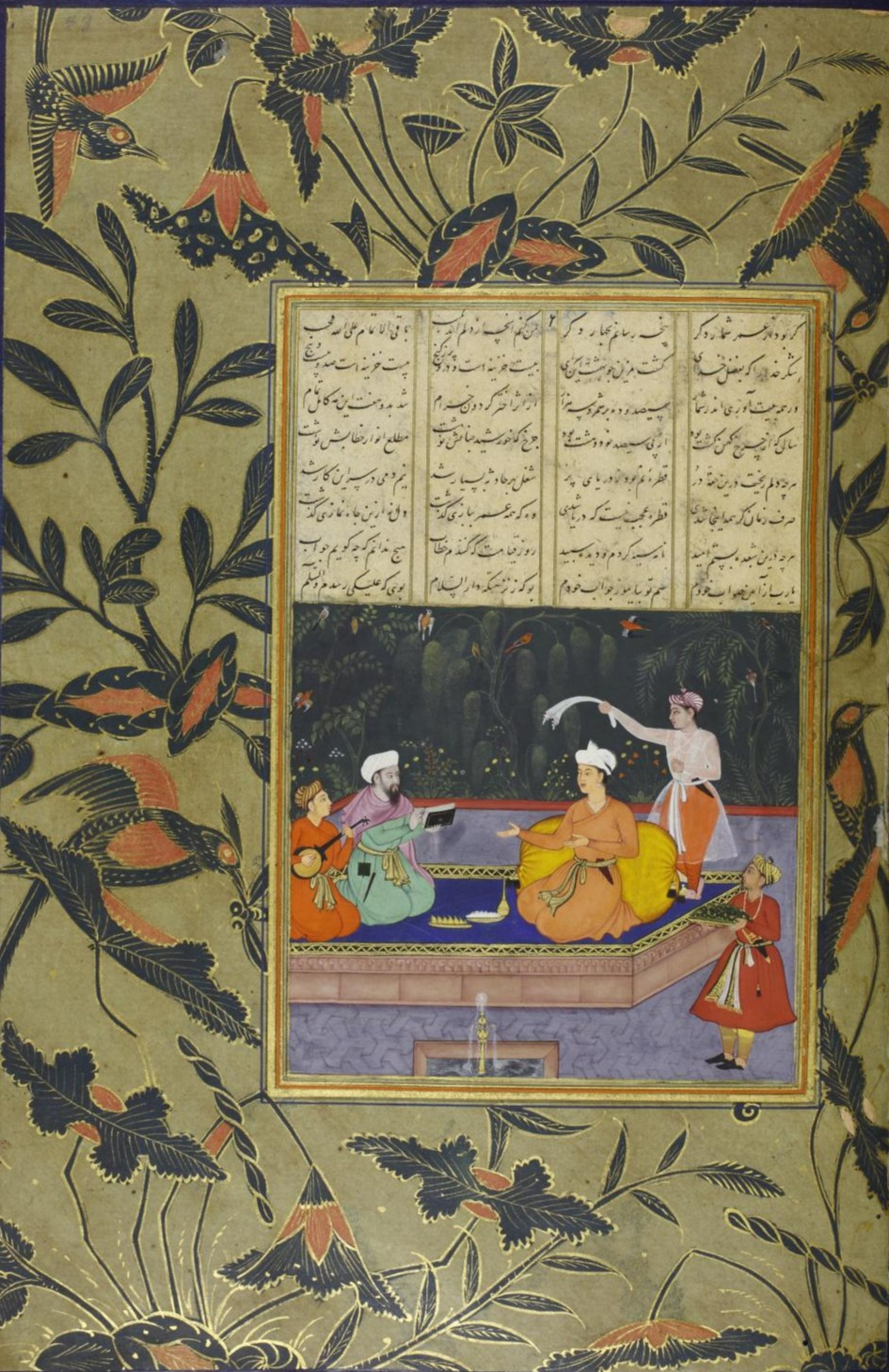
Amīr Chusrau überreicht ʿAlā ad-Dīn Chaldschī seine Chamsa. Mogulreich, ca. 1617.

In jedem seiner Masnawīs reflektiert Amīr Chusrau über die Schwierigkeit, Nizāmī zu imitieren. Dabei schwankt er zwischen großem Selbstvertrauen und Betrübnis über die Unzulänglichkeit seiner Bemühungen. Zu Beginn des Unternehmens rühmt er sich im Matlaʾ al-Anvār:

„Der Stern meiner Dichtung ist hoch aufgestiegen und hat Nizāmī in seinem Grab erzittern lassen. Vielleicht ist das Siegel der Vollkommenheit auf Nizāmīs Werk geprägt worden, aber die Münzen, die ich präge, werden dieses Siegel brechen; der Dichter von Gandscha hat durch seine fünf Schätze unsterblichen Ruhm erlangt, doch ich werde fünf Schlüssel anfertigen, um seine fünf Schätze (Masnawīs) zu öffnen und mit ihm um das Reich zu wetteifern, über das er so lange geherrscht hat. (…) Ja, so herausragend sollen meine Masnawīs sein, dass selbst der scharfsinnigste Kritiker sein Werk nicht von meinem wird unterscheiden können.“

Gegen Ende desselben Werkes ergänzt er etwas weniger selbstbewusst:

„Mit diesem Alphabet, das Kinder amüsieren mag, habe ich eine Nachahmung des Werkes des großen Meisters geschrieben. Wenn es auch nicht süß ist, so ist doch Musik darin, wenn kein Leben darin ist, ist es zumindest ein Skelett (...) Aus seinem Geburtsort Gandscha hat er die fünf Schätze ausgestreut, und mit diesen fünf will ich meine eigene Kraft vergleichen. (...) damit die Weisen von mir sagen können: Bravo! du würdiger Schüler von Nizāmī.“

In Madschnūn und Laylī thematisiert er seine Hoffnungen, mit dem großen Meister gleichzuziehen, und seine Enttäuschung, dass ihm das nicht gelungen ist:

„Mein ehrgeiziges Herz hatte lange danach verlangt, Nizāmīs Zauber neu zu erschaffen, einen Zauber wie den seinen zu wirken, damit ich behaupten könnte, in seinen gemessenen Schritten mit ihm zu schreiten. Doch nun bin ich mir meiner Unzulänglichkeiten bewusst und erkenne seine Überlegenheit an. (…)“

Weiter unten in dem genannten Textabschnitt von Madschnūn va Laylī macht Amīr Chusrau geltend, dass sich Nizāmī, anders als er selbst, durch seine Konzentration auf das Masnawī nur auf einem sehr eingeschränkten literarischen Feld bewegt habe. Er sei der Meister einer einzigen Kunst gewesen und habe in dieser die ganze Welt übertroffen. Außerdem habe Nizāmī seine gesamte Zeit allein der Arbeit an seiner Chamsa widmen können – ein Luxus, der ihm nicht vergönnt war:

„Er sagte der Welt und ihren Verlockungen „Lebewohl“ und zog sich in eine stille Ecke zurück. Sein Masnavi war die einzige Forderung an seine Zeit, die einzige Last auf seinem Herzen. Ein zurückgezogenes Leben, ein Geist, ungetrübt von störenden Sorgen, sein Lebensunterhalt gesichert durch die Großzügigkeit von Fürsten und edlen Männern – wie könnte eine solche glückliche Verbindung nicht Dichtung von höchster Vollkommenheit hervorbringen?
Doch ich, unglückseliger Mann, koche mit meinen Sorgen wie ein Kessel. Von Morgen bis Abend und von Abend bis Morgen finde ich keinen Moment des Friedens.“

In der wenigen, ihm zur Verfügung stehenden Zeit sieht sich Amīr Chusrau gezwungen, Lobgedichte auf seinen Mäzen zu verfassen, anstatt sich herausfordernden künstlerischen Aufgaben zu widmen, wie der Abfassung einer neuen Chamsa:

„Wenn ich unter diesen Umständen eine Woche oder so an Muße finde – soll ich sie damit verbringen, meinen wohlwollenden Gönner zu preisen oder die poetischen Sehnsüchte meiner Seele auszudrücken? Und welche kostbaren Steine kann man in so kurzer Zeit aus dem Fels schlagen? Mein Glück liegt im schnellen Fluss meiner Schreibkunst; ich muss nur an meinen Kopf klopfen, und die Gedanken sprudeln hervor, während meine Verse mit einer Geschwindigkeit entstehen, die meine Überlegungen hinter sich lässt. Trotz unzähliger Ablenkungen habe ich all dies zu Papier gebracht. Würde mich die mühsame Aufgabe des Broterwerbs weniger in Anspruch nehmen, könnte ich zeigen, wozu ich fähig bin. Doch selbst unter all diesen widrigen Umständen wird ein gerechter Kritiker das Talent anerkennen, das in meinem Pandsch Gandsch zum Ausdruck kommt. Und falls nicht – nun, ich bin mir des Wertes meiner Rubine sehr wohl bewusst."“

Aller Selbstzweifel zum Trotz war Amīr Chusrau nicht geneigt, Kritik an seinem Werk hinzunehmen. Als ein Dichter namens ʿUbaid verlauten ließ, es sei „eine anmaßende Respektlosigkeit Chusraus, sein Fleisch und seinen Reis in Nizāmīs Kessel zu kochen,“ erhielt er die gereizte Antwort:

„Mein Madschnūn Laylī mag dem Werk Nizāmīs vielleicht nicht gleichkommen, doch es steht nicht jedem einfältigen Esel zu, meinen Wert zu beurteilen. Wenn es mir an Kunstfertigkeit mangelt, willst du dann nicht deinerseits etwas schaffen, damit ich deine Fähigkeiten beurteilen kann? (…) Vielleicht gelingt es dir durch mühsames Ringen mit deinem trägen Verstand, fünfzig oder hundert Verse in seinem Stil zu verfassen, aber dein lahmer Gaul wird niemals Parasange um Parasange im Galopp dahinjagen.“

## Illustrierte Handschriften
Die Chamsa von Amīr Chusrau war, nach dem Schāhnāma und der Chamsa von Nizāmī,  spätestens seit dem frühen 15. Jahrhundert eines der am häufigsten illustrieren literarischen  Werke in der gesamten persophonen Welt. John Seyller listet rund 65 bebilderte Handschriften auf, die heute noch erhalten sind. Die älteste davon entstand wahrscheinlich in Schiras um 1380, die jüngste im frühen 18. Jahrhundert. Einige einzelne Illustrationen wurden noch 1920 einer Chamsa zugefügt, die bereits 1524 in Herat kopiert worden war. Es handelt sich hierbei um Kopien von Bildern aus dem 16. und 17. Jahrhundert. Als die prachtvollste Chamsa von Amīr Chusraus gilt allgemein ein Manuskript, das 1596–1597 in den Ateliers Akbars am Mogulhof in Lahore angefertigt wurde. Kopiert von einem der berühmtesten Kalligraphen im Mogulreich, Muhammad Husain Kaschmīrī, wurde es von den besten Malern, denen die kostbarsten Farben zur Verfügung standen, illustriert.

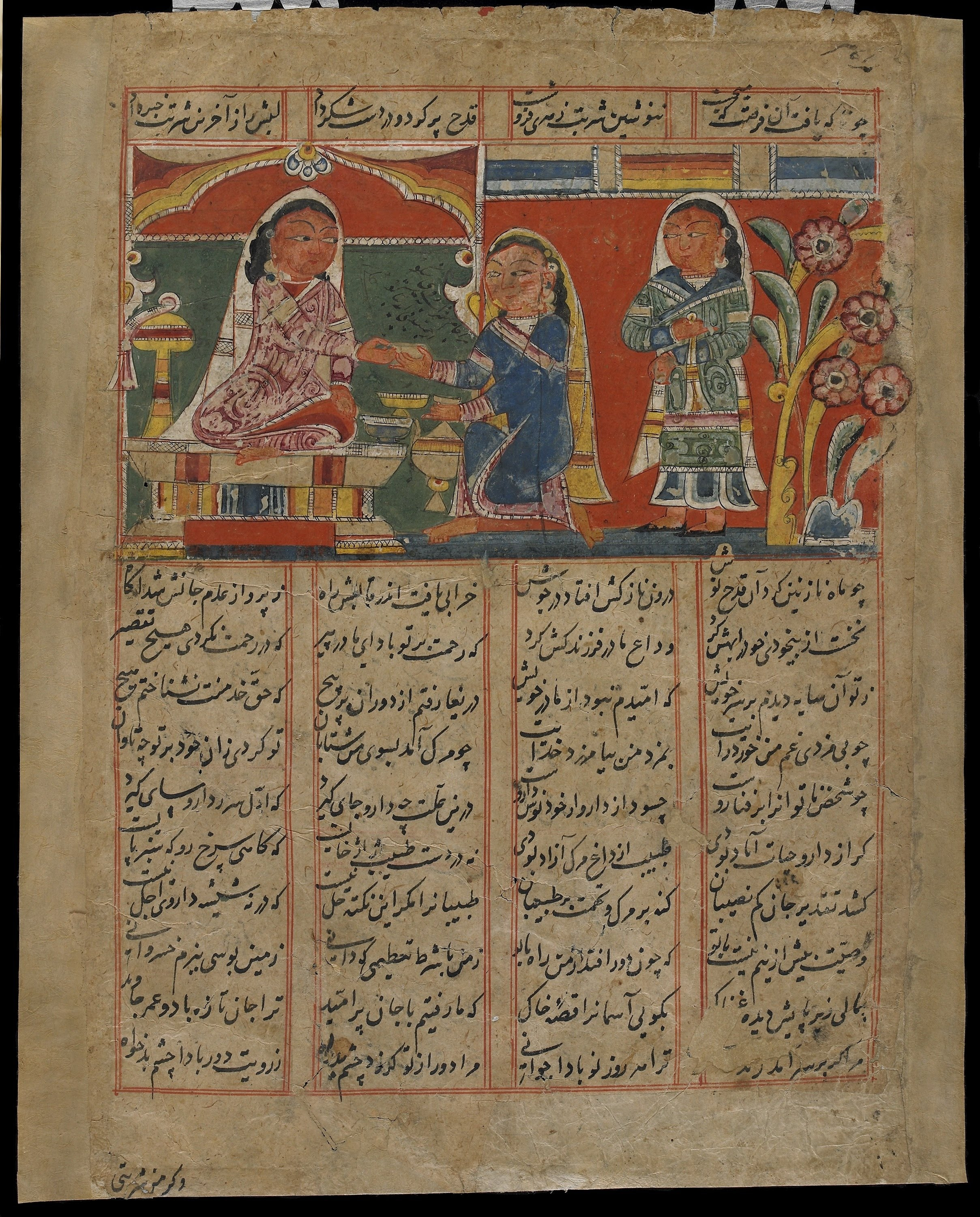
Auf Anweisung von Schīrīn vergiftet Māh Sāmān Chusraus Gemahlin Schakar. Indien, um 1450.
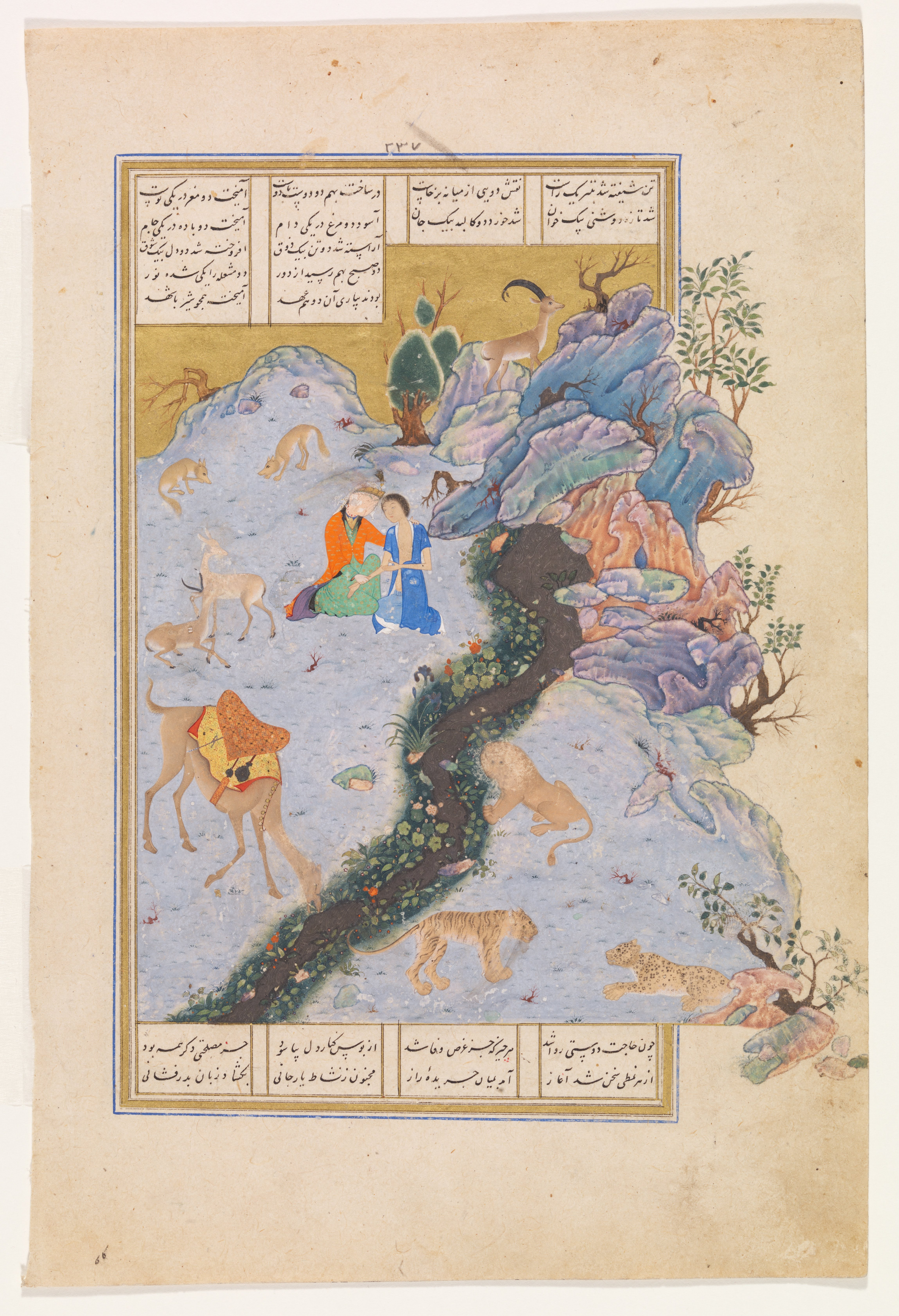
Laylī und Madschnūn in der Wüste. Herat 1485
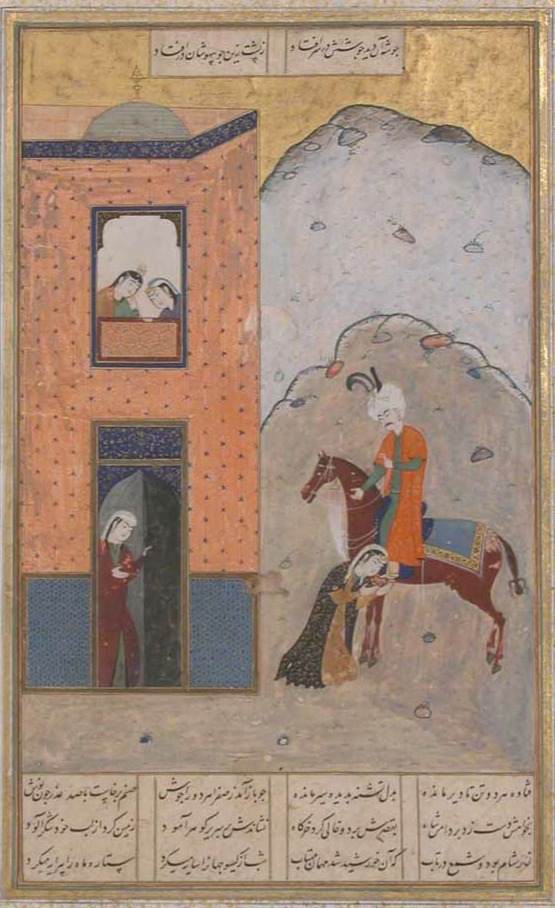
Chusrau vor Schirins Palast. Herat, 1520–1525.
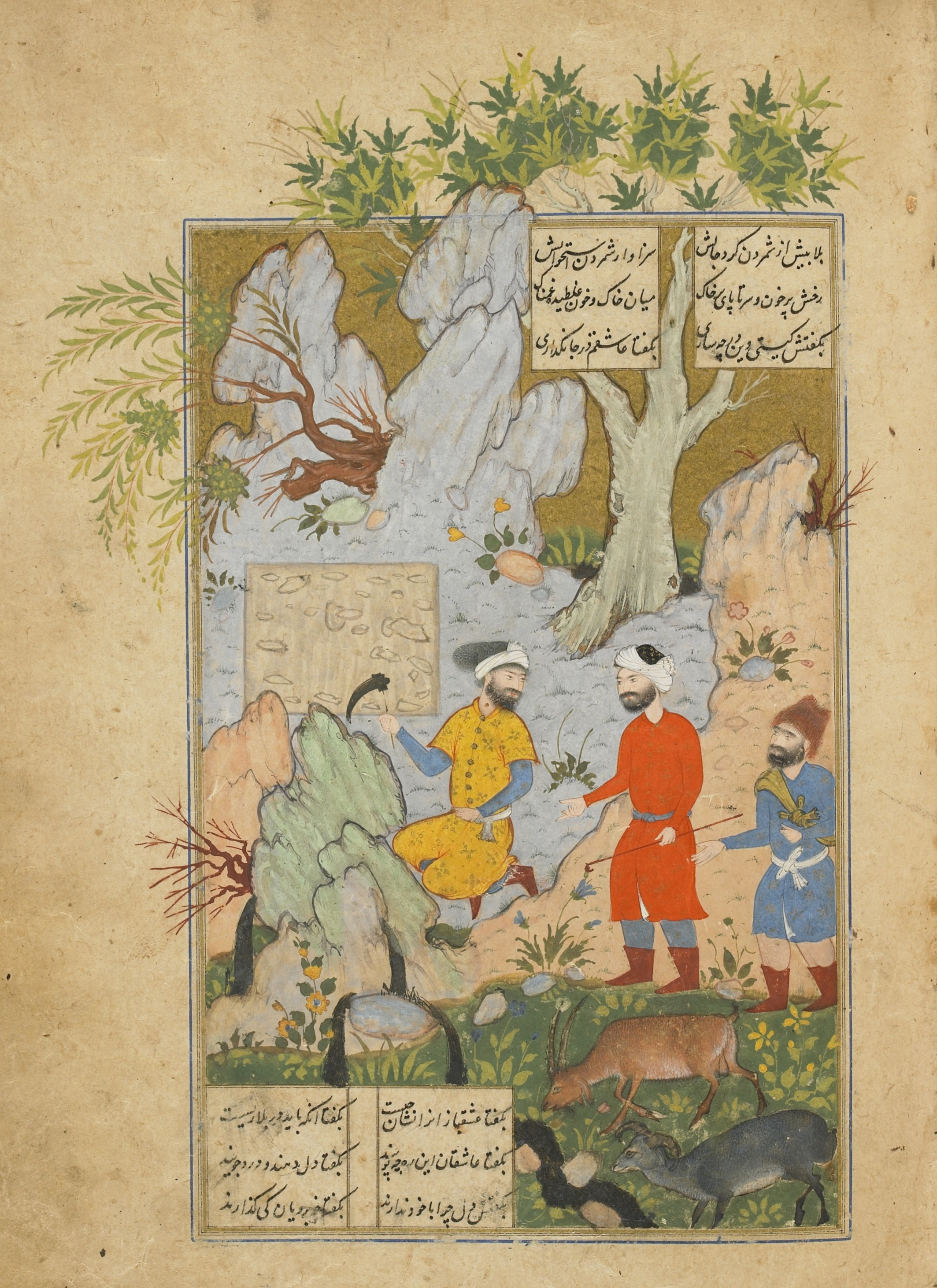
Chusrau, als Schäfer verkleidet, täuscht Farhad mit falschen Nachrichten über Schirins Tod. Qazvin 1563.
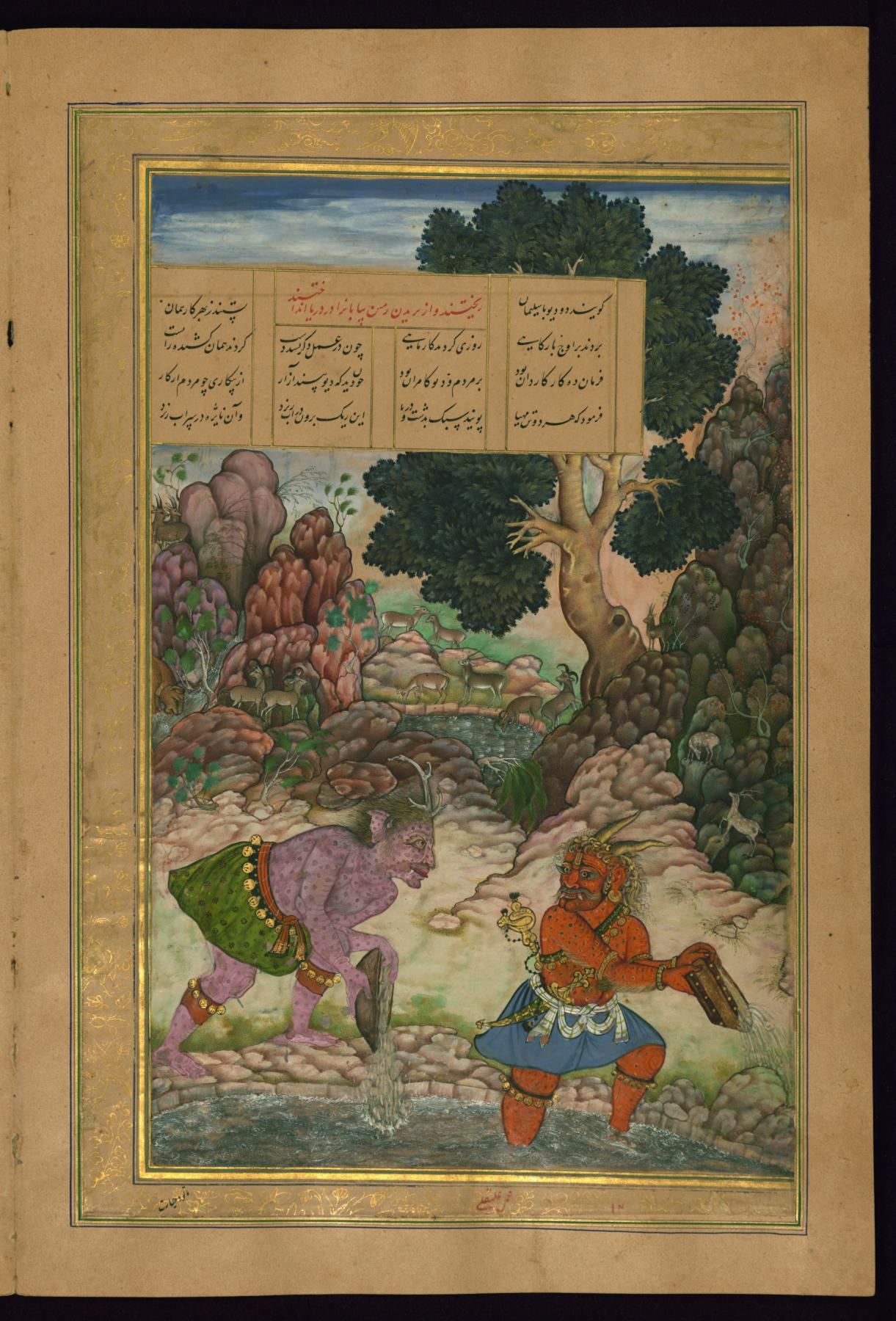
Salomon beschäftigt zwei Dämonen, damit sie nicht aus Langeweile Unsinn treiben. Lahore 1597.
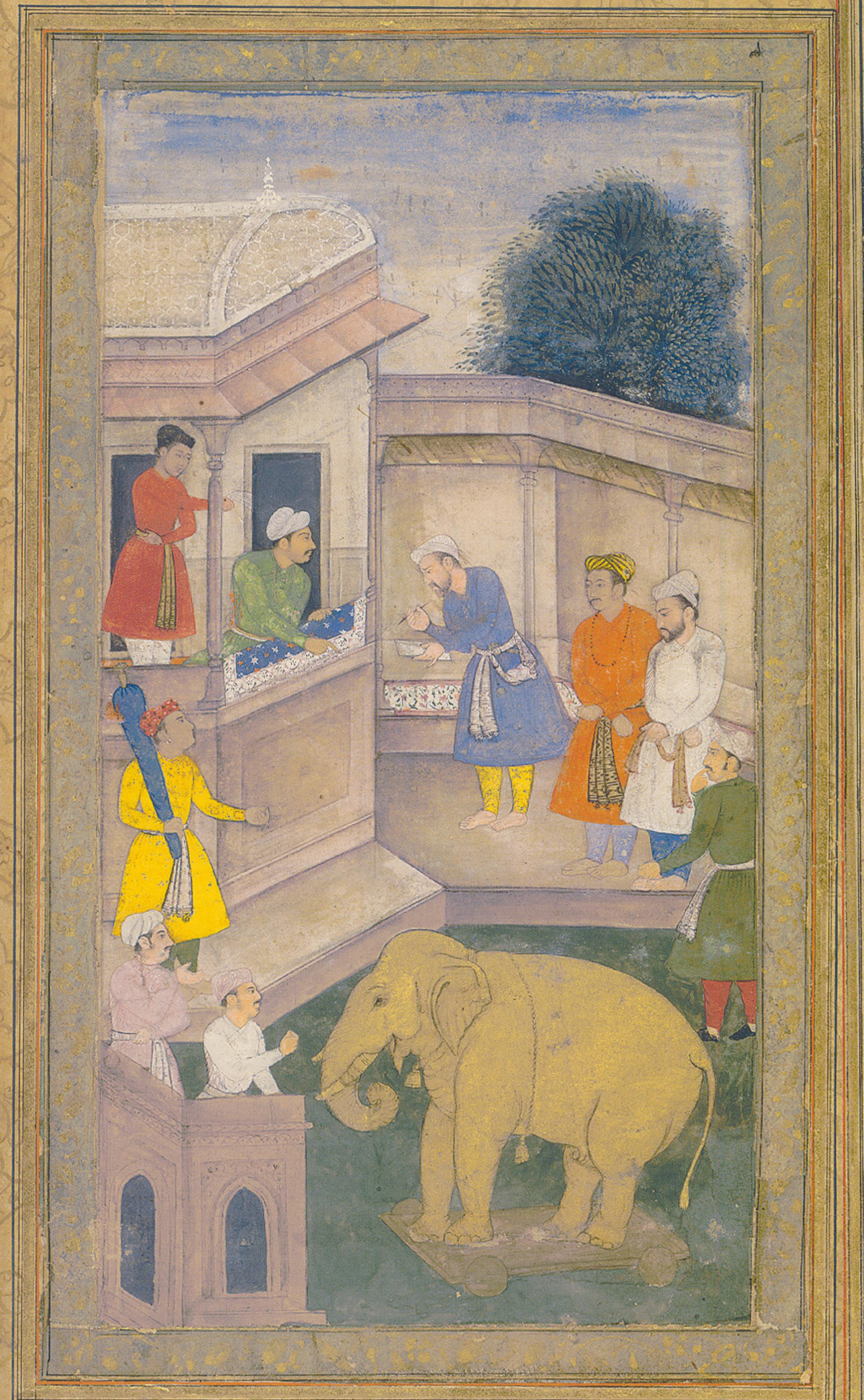
Geschichte von Goldschmied aus dem Hašt bihišt. Allahabad, ca. 1603.
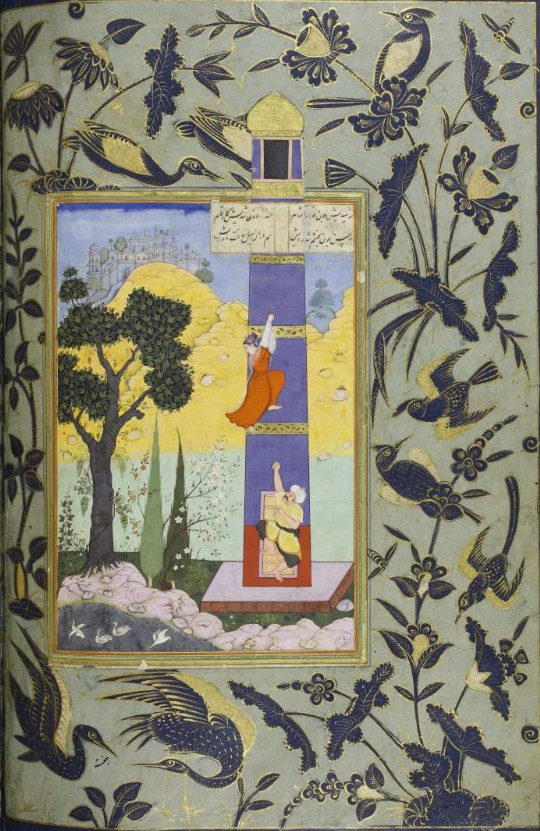
Die Frau des Goldschmieds wird überlistet. Aus einer Chamsa für ʿAbd ar-Rahīm Chānchanān
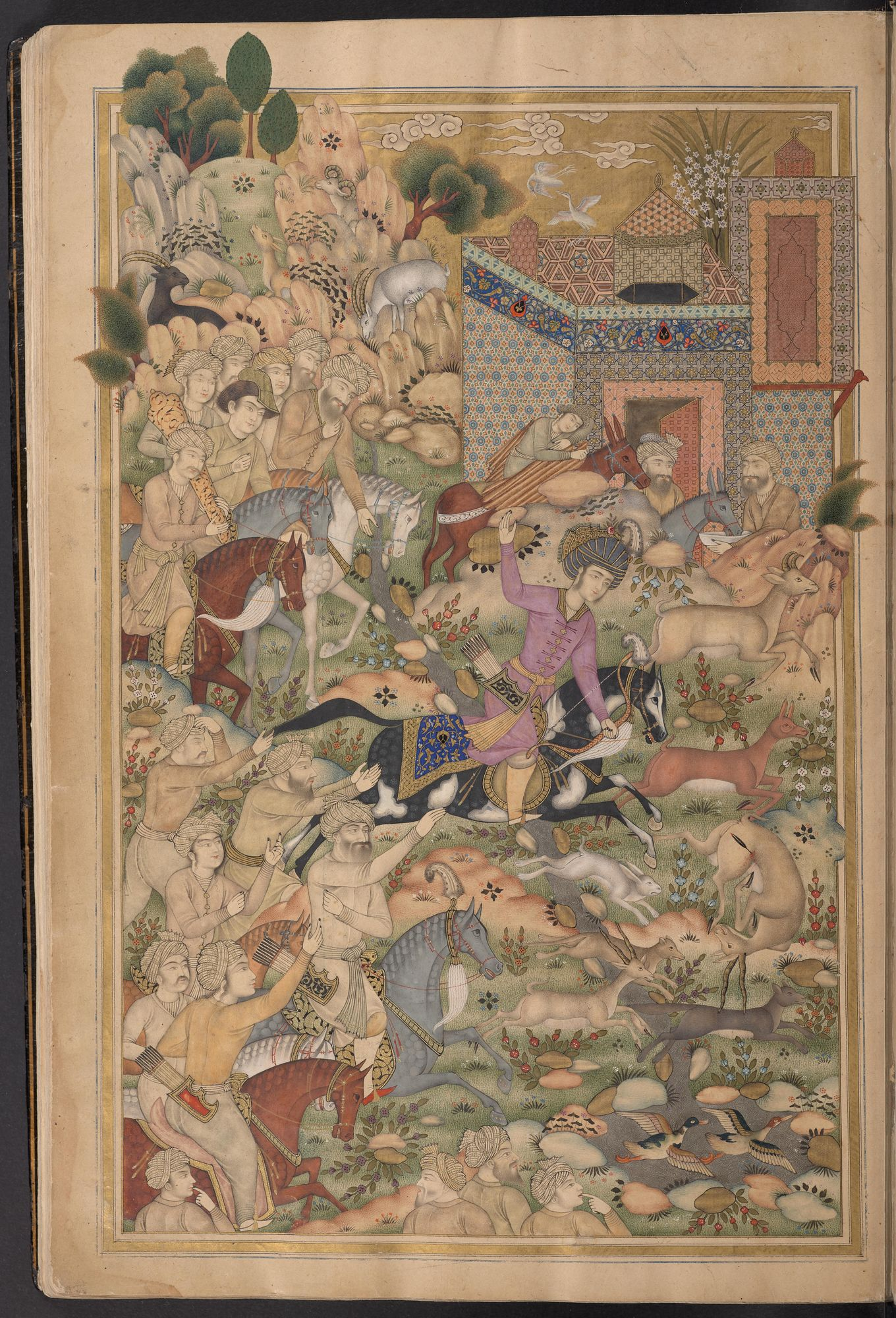
Jagdszene, 1920. Kopie eines älteren Werkes.

## Editionen und Übersetzungen von Werken Amīr Chusraus
- Amir Khusrau's Matla-ul-anwar: Dawn of lights. Translated by Ishrat Husain Ansari and Hamid Afaq Qureshi al-Taimi al-Siddiqi. Idarah-i Adabiyat-i Delli, Delhi 2013, ISBN 978-81-85199-25-2.
- Amīr Ḫusrau Dihlawī: Maṯnawī 1. Maṭlaʿ al-anwār. Edition und Vorwort von T.A. Moharramov.  Izdatel'stvo Nauka (Verlag für Wissenschaft), Moskau 1975.
- Amīr Ḫusrau Dihlawī: Šīrīn wa Ḫusrau. Ediert von Gazanfar Ju. Aliev. Izdatel'stvo Vostochnoy Literatury (Verlag für östliche Literatur), Moskau 1962.
- Amīr Ḫusrau Dihlawī: Maṯnawī 2. Šīrīn wa Ḫusrau. Edition von G.J. Aliev. Institut vostokovedenija, Moskau 1979.
- Amīr Ḫusrau Dihlawī: Maṯnawī 3. Maǧnūn wa Lailī. Edition von T.A. Moharramov. Izdatel'stvo Nauka (Verlag für Wissenschaft), Moskau 1974/1975. (Im russischen Teil der Edition ist die Jahreszahl 1975 vermerkt, im persischen 1974.)
- Amīr Ḫusrau Dihlawī: Maṯnawī 4. Āʾīna-yi Iskandarī. Edition und Vorwort von Dschamal Mirsayyidov. Izdatel’stvo Nauka (Verlag für Wissenschaft), Moskau 1977.
- (Amīr Chusrau:) Lo Specchio Alessandrino. Aus dem Persischen mit einer Einleitung von Angelo Michele Piemontese. Rubbetino, Soveria Mannelli 1999. ISBN 978-8-87284-857-9.
- Amīr Ḫusrau Dihlawī: Maṯnawī 5. Hašt bihišt. Edition von Dschafara Iftikhar. Izdatel'stvo Nauka (Verlag für Wissenschaft), Moskau 1972.
- (Amīr Ḫusrau Dihlawī:) Gli otto paradisi di Amir Khusrau da Delhi. Übersetzt und mit einem Nachwort versehen von Angelo Michele Piemontese. Rom, Accademia Nazionale dei Lincei, 1995. ISBN 978-8-82180-501-1.

## Belege
1. ↑  Theodore G. Remer (Hrsg.):  Serendipity and The three princes, from the Peregrinaggio of 1557. University of Oklahoma Press, Norman, Oklahoma, 1965. Serendipity and the three Princes. Digitalisat
2. 1 2  De Bruijn in Ashtiany: Persian narrative Poetry. 2023, S. 78.
3. ↑  Mirza: Life and Works. S. 190. Bürgel: Die persische Epik. S. 310.
4. ↑  Paola Orsatti in Ashtiany: Persian Narrative Poetry. 2023, S. 125–127. Obwohl insbesondere die Bezeichnung taqlīd auch von iranischen Fachleuten verwendet wird, verweist Paola Orsatti darauf, dass die Bedeutung der drei genannten literarischen Begriffe bisher in Ermangelung einer Geschichte der Persischen Literaturwissenschaft noch nicht ausreichend definiert wurden und es daher besser sei, die arabisch-persische Terminologie zu vermeiden. De Bruijn äußert diesbezüglich keine Besorgnis und verwendet die Ausdrücke selber. Vgl. zum Beispiel De Bruijn in Ashtiany: Persian narrative Poetry. 2023, S. 78.
5. ↑  Paola Orsatti in Ashtiany: Persian Narrative Poetry. 2023, S. 128–129.
6. ↑  Domenico Parello: Kamsa of Neẓāmi, in: Encyclopædia Iranica, iranicaonline
7. ↑  De Bruijn in Ashtiany: Persian narrative Poetry. 2023, S. 74.
8. ↑  De Bruijn in Ashtiany: Persian narrative Poetry. 2023, S. 58.
9. ↑  De Bruijn in Ashtiany: Persian narrative Poetry. 2023, S. 58–59.
10. 1 2  Sharma: Ḵamsa of Amir Ḵosrow, in: Encyclopædia Iranica.
11. ↑  Paola Orsatti in Ashtiany: Persian Narrative Poetry. 2023, S. 190.
12. ↑  Ins Deutsche übertragen nach der Übersetzung von Mohammad Habib: Hazrat Amir Khusrau Of Delhi. D.B. Taraporevla Sons & Co., Bombay 1927, S. 71. – Der Text erscheint hier in Prosa; tatsächlich handelt es sich aber um Verse. Das gilt für alle Zitate aus dem Masnawī.
13. ↑  Aus der englischen Übersetzung von Mirza: Life and Works of Amir Khusrau. S. 191–192.
14. 1 2  Aus Madschnūn va Laylī, nach der Übersetzung von Habib: Hazrat Amir Khusrau. 1927, S. 74.
15. ↑  Aus Madschnūn va Laylī, nach der Übersetzung von Habib: Hazrat Amir Khusrau. 1927, S. 75.
16. ↑  Panǧ Ganǧ (Fünf Schätze) ist ein anderer Begriff für Chamsa.
17. ↑  Aus Madschnūn va Laylī, nach der Übersetzung von Habib: Hazrat Amir Khusrau. 1927, S. 75–76.
18. ↑  Aus Madschnūn va Laylī, nach der Übersetzung von Habib: Hazrat Amir Khusrau. 1927, S. 73–74.
19. ↑  Brend: Perspectives on Persian Painting. S. XXIII.
20. ↑  Seyller: Pearls of the Parrot. S. 143.
21. 1 2  Seyller: Pearls of the Parrot. S. 156.
22. ↑  Seyller: Pearls of the Parrot. S. 39